# Возлюбленная (роман)
«Возлю́бленная» (англ. Beloved) — роман американской писательницы Тони Моррисон, вышедший в 1987 г. Действие романа происходит после Гражданской войны (1861—1865 гг.) и основано на истории негритянской рабыни Маргарет Гарнер, в конце января 1856 г. сбежавшей от рабовладельца в Кентукки и переправившейся в свободный штат Огайо. Главная героиня романа Сэти — также рабыня, сбежавшая в Цинциннати (Огайо). Ей удаётся пробыть на свободе лишь двадцать восемь дней, когда за ней и её детьми приезжает поисковый отряд по закону о беглых рабах (1850), который давал рабовладельцам право преследовать рабов по всем штатам. Сэти убивает свою двухлетнюю дочь, чтобы не дать бывшим хозяевам вернуть её назад в Милый Дом, кентуккскую плантацию, откуда Сэти незадолго до этого сбежала. Через несколько лет в дом Сэти по адресу Блустоун-роуд, 124, Цинциннати, Огайо, является женщина, притворяющаяся её дочерью по имени Возлюбленная, или Бела́вд. История начинается с описания привидения: «Неладно было в доме номер 124. Хозяйничало там зловредное маленькое привидение, дух ребёнка».
Роман удостоен Пулитцеровской премии 1988 года за художественную книгу и стал финалистом Национальной книжной премии 1987 года. В 1998 г. он был экранизирован в одноимённом фильме с участием Опры Уинфри.
Роман был включён в список 100 лучших книг всех времён по версии Норвежского книжного клуба, который для составления списка провёл опрос 100 писателей по всему миру.
Книга посвящена «более чем шестидесяти миллионам», под которыми имеются в виду негры и их потомки, погибшие от трансатлантической работорговли. Эпиграф книги взят из Послания к Римлянам (9:25).

## Сюжет
Книга описывает историю Сэти и её дочери Денвер после их побега из рабства. В их доме в Цинциннати поселяется привидение, которое они считают дочерью Сэти. Из-за привидения, свидетельством пребывания которого в доме является произвольное разбрасывание предметов по комнате, младшая дочь Сэти Денвер выросла застенчивой и одинокой затворницей, а её сыновья Ховард и Баглер сбежали из дома в возрасте 13 лет. Вскоре после этого в своей кровати умирает Бэби Сагз, мать мужа Сэти, которого звали Халле.
Поль Ди, один из рабов Милого Дома — плантации, где когда-то работали Бэби Сагз, Сэти, Халле и некоторые другие рабы, — переезжает в дом к Сэти и пытается внести в него чувство реальности. Стараясь заставить эту семью забыть прошлое, он изгоняет дух из дома. Вначале кажется, что изгнание прошло успешно: он даже впервые за многие годы выводит из дома затворницу Денвер. Но на обратном пути они встречают молодую женщину, сидящую напротив их дома и представившуюся Возлюбленной. Поль Ди относится к ней подозрительно и советует Сэти быть осторожной, но та очарована молодой женщиной и не слушает его. Постепенно Поль Ди какой-то сверхъестественной силой изгоняется из дома Сэти в соседний сарай.
Возлюбленная загоняет Поля Ди в угол сарая, в котором он вынужден ночевать. В то время как они занимаются сексом, его сознание заполняется ужасающими воспоминаниями из прошлого. Переполненный чувством вины, Поль Ди пытается рассказать об этом Сэти, но не решается и вместо этого говорит, что хочет, чтобы у них с ней был ребёнок. Сэти воодушевляется, и Поль Ди противостоит Возлюбленной и её влиянию на него. Но когда он рассказывает друзьям на работе о своих планах завести новую семью, они выражают своё беспокойство. Штамп Оплачено открывает ему причину неприятия Сэти населением.
Когда Поль Ди спрашивает у Сэти про это, она рассказывает ему о том, что случилось: после побега из Милого Дома и встречи Сэти с детьми, ожидавшими её в доме свекрови, её нашёл хозяин, который попытался вернуть её с детьми себе. Сэти схватила своих детей, побежала с ними в сарай с инструментами и хотела убить их всех. Ей удалось это сделать лишь со старшей дочерью, по шее которой она провела пилой. Сэти утверждает, что она хотела отправить своих детей «туда, где они были бы в полной безопасности». Это откровение испугало Поля Ди, и он покидает их дом. Вместе с ним дом покидают и чувство реальности, и движение времени.
Сэти верит, что Возлюбленная — это её двухлетняя дочь, которую она убила и на надгробии которой написано лишь слово «Возлюбленная». Сэти начинает жить бесцельно и баловать Возлюбленную из чувства вины. Возлюбленная постоянно недовольна и требует всё больше, выходит из себя, когда что-то не по её. Присутствие Возлюбленной поглощает жизнь Сэти, она истощается и жертвует своими потребностями в еде, в то время как живот Возлюбленной становится всё больше и больше.
В кульминации романа младшая дочь Денвер выходит наружу, ищет помощи у чернокожего населения, и некоторые деревенские женщины приходят к их дому, чтобы изгнать из Возлюбленной нечистую силу. В это же время к дому подъезжает белый, который когда-то помог матери Халле, Бэби Сагз, передав ей этот дом, после того как Халле выкупил её у их хозяина. Белый приехал за Денвер, которая искала у него работу, но Денвер не рассказала об этом Сэти. Не понимая, зачем к дому подходит белый, Сэти нападает на него с топориком для рубки льда, но её перехватывают деревенские женщины. Пока сбитая с толку Сэти «вновь переживает» приход своего хозяина, Возлюбленная исчезает. Роман заканчивается тем, что Денвер поступает на работу, а Поль Ди возвращается к Сэти и заверяет её в своей любви.

## Основные темы

### Отношения мать-дочь
Материнские обязательства Сэти перед её детьми подавляют её собственную индивидуальность и препятствуют её собственному развитию. У Сэти развивается опасная материнская страсть, которая приводит к убийству одной дочери, её «плоти и крови», и отчуждению выжившей дочери от чернокожего населения, что происходит в попытке спасти её «мысли о будущем», её детей от жизни в рабстве. Однако Сэти не удаётся признать потребность её дочери Денвер во взаимодействии с сообществом, чтобы приобрести женские качества. В итоге Денвер в конце романа утверждает своё «я» и обретает индивидуальность с помощью Возлюбленной. В отличие от Денвер, её мать обретает индивидуальность лишь после изгнания из Возлюбленной нечистой силы, когда Сэти в полной мере может принять первые отношения, которые полностью «для неё» — её отношения с Полем Ди. Эти отношения освобождают Сэти от последующего саморазрушения в связи с материнскими обязательствами, управлявшими её жизнью. И Возлюбленная, и Сэти сильно эмоционально повреждены в результате предшествовавшего рабства Сэти. Рабство создаёт ситуацию, в которой мать отделена от своего ребёнка, что имеет разрушительные последствия для них обоих. Кроме того, самая первая в жизни потребность ребёнка связана с матерью: младенцу необходимо от матери её молоко. Сэти травмирована впечатлениями, когда у неё отняли её молоко, потому что это означает, что она не может сформировать это символическое обязательство перед её дочерью.

### Воздействие рабства на психологию
Из-за впечатлений о рабстве многие рабы подавляли эти воспоминания, пытаясь забыть прошлое. Такое подавление и диссоциация с прошлым приводит к самофрагментации и потере истинной идентичности. Сэти, Поль Ди и Денвер испытывают эту самопотерю, которую можно вылечить лишь принятием прошлого и памяти об их изначальной идентичности. Возлюбленная служит напоминанием этим персонажам об их подавленном прошлом, что в конечном счёте приводит к реинтеграции их личностей.
Рабство разбивает личность на фрагментированную фигуру. Идентичность, состоящая из болезненных воспоминаний и непроизносимого, отрицаемого, хранимого в уголке прошлого, становится «собой без самого себя». Чтобы выздороветь и очеловечиться, человек должен выразить это через язык, пересобрать болезненные моменты и пересказать болезненные воспоминания. В результате страдания «я» подвергается многократному созданию и разрушению, когда признанное аудиторией становится реальным. Сэти, Поль Ди и Бэби Сагз не достигают осознания этого и поэтому неспособны воссоздать свои «я», пытаясь держать своё прошлое в уголке. «Я» находится в слове, определённом другими. Сила состоит в аудитории, точнее, в слове — как только меняется слово, меняется и идентичность. Все персонажи в «Возлюбленной» сталкиваются с испытанием по саморазрушению, состоящему в их «переживании вновь» и определённому восприятием и языком. Препятствием, сдерживающим их от воссоздания себя, является желание себе «лёгкого прошлого» и страх, что воспоминание приведёт «туда, откуда нет возврата».

## Наследие
«Возлюбленная» получила премию им. Фредерика Д. Мелчера, редактора журнала «Паблишерс уикли». При получении премии 12 октября 1988 г. Моррисон сказала, что «нет ни одного подходящего памятника, доски, надгробия, стены, парка, фойе небоскрёба», которые бы увековечивали память людей, обращённых в рабство и привезённых в США. «Нет даже крошечной скамейки у дороги, — добавила она. — И поскольку такого места не существует (как мне известно), книга будет играть эту роль». Вдохновлённое её речью, Общество Тони Моррисон стало устанавливать такие скамейки в важных исторических местах, связанных с рабством в США. «Нью-Йорк таймс» сообщила, что первая «скамейка у дороги» была открыта на острове Салливанс (Южная Каролина), через который на территорию США попало около 40 процентов обращённых в рабство африканцев.
В 1988 г. книга получила седьмую ежегодную книжную премию Центра правосудия и прав человека им. Роберта Ф. Кеннеди за «наиболее достоверное и сильное отражение целей Роберта Кеннеди — его заботы о бедных и бессильных, его борьбы за честное и беспристрастное правосудие, его убеждения, что порядочное общество должно обеспечить молодёжи благоприятные шансы на успех в жизни, и его веру в то, что свободная демократия может служить средством устранения неравенства способностей и возможностей».

### Критика
Публикация «Возлюбленной» в 1987 г. стала первым крупным успехом Моррисон. Книгу даже номинировали на Национальную книжную премию, но она не получила её, после чего сорок восемь афроамериканских писателей подписали письменный протест, опубликованный в «Нью-Йорк таймс». В 1988 г. «Возлюбленная» всё же получает Пулитцеровскую премию за художественную книгу, книжную премию Центра правосудия и прав человека им. Роберта Ф. Кеннеди, премию им. Фредерика Д. Мелчера, премию Фонда Линдхерста и премию Элмера Холмса Бобста.
Несмотря на свою популярность и статус одного из совершеннейших романов Моррисон, «Возлюбленная» никогда не получала повсеместного признания. Некоторые обозреватели подвергли роман резкой критике за увиденную ими излишнюю сентиментальность и сенсационное изображение ужасов рабства, включая приравнивание работорговли геноциду, подобному холокосту. Другие, соглашаясь, что «Возлюбленная» временами многословна, хвалили роман за глубокое и необычное воображение. Отмечая сказочные аспекты произведения и его политический фокус, они рассматривали роман как исследование семьи, травм и подавления памяти, а также как попытку восстановить в памяти историю и выразить коллективную память афроамериканцев. Критики и сама Моррисон действительно указывали, что спорная «эпитафия» «Возлюбленной», «более чем шестидесяти миллионам», основана на многих исследованиях африканской работорговли, оценивавших, что примерно половина каждого привозимого в Америку «груза» состояла из мертвецов.
Учёные, кроме того, спорили о природе персонажа Возлюбленной: была ли она действительно привидением или всё же реальным человеком. Многие обозреватели, предполагая, что Возлюбленная является сверхъестественным воплощением дочери Сэти, впоследствии придирались к ней, как к неубедительной и путаной истории о привидениях. Элизабет Э. Хауз, однако, утверждала, что Возлюбленная не привидение, а роман на самом деле — история о двух возможных случаях ошибочного опознания. Возлюбленная обеспокоена потерей своих африканских родителей и поэтому начинает верить, что Сэти — её мать. Сэти испытывает потребность в своей мёртвой дочери, и её довольно легко убедить, что Возлюбленная и есть потерянный ею ребёнок. Такая интерпретация, утверждает Хауз, проясняет многие приводящие в замешательство моменты романа и подчёркивает озабоченность Моррисон темой семейных уз.
С конца 1970-х гг. работы Моррисон были интересны представлением афроамериканской истории и быта. Идея о том, что посредством письма можно излечиться или восстановиться, прослеживается во всех её работах. Тимоти Пауэлл, например, заявляет, что возвращение Моррисон речи чернокожим переутверждает чёрную расу как «утверждение, мистическую силу и добро», тогда как Теодор О. Мейсон-мл. предполагает, что истории Моррисон объединяют сообщества.
Многие критики исследуют тему памяти, или то, что Сэти из «Возлюбленной» называет «переживанием вновь». Сьюзан Бауэрс располагает Моррисон в ряд последователей «долгой традиции афроамериканской апокалиптической литературы», «разоблачающей» ужасы прошлого, чтобы «переработать» их. Некоторые критики интерпретировали представление Моррисон травмы и памяти через призму психоанализа. Ашраф Х. А. Рушди изучает, как «первичные грехи» в романах Моррисон являются «возможностью и эмоциональным средством самооткрытия через память» и «переживание вновь». Джилл Мейтас, однако, считает, что представление травмы у Моррисон «никогда запросто не вылечивает»: ворошением призраков прошлого, чтобы изгнать или материализовать их, тексты потенциально «провоцируют читателя на переживание чужого опыта травмы и действуют как средство передачи». Комментарий Энн Снитоу чётко иллюстрирует, как начала развиваться и двигаться к новым путям интерпретации критика Моррисон. В своём обзоре «Возлюбленной» 1987 г. Снитоу утверждает, что Возлюбленная — привидение и центр повествования — «слишком легка» и «пуста», делая весь роман «безвоздушным». Снитоу поменяла свою позицию после появления критических статей, иначе интерпретировавших Возлюбленную и усмотревших в ней нечто более сложное и тяжёлое, чем просто привидение, нечто требующее других форм творческого выражения и критического восприятия. Конфликты здесь как идеологические, так и критические: они касаются определения и оценки американской и афроамериканской литературы, отношений искусства и политики и напряжённости между одобрением и присвоением.
При определении текстов Моррисон как афроамериканской литературы критики стали внимательнее относиться к их историческому и социальному контексту и к способу, которым Моррисон затрагивает особые места и моменты времени. Как заметил Дженнингс, действие многих романов Моррисон происходит в изолированных чернокожих сообществах, где африканские обряды и религиозные системы не маргинализированы преобладающей культурой белых, а остаются активными, если не подсознательными, силами, формирующими сообщество. Мейтас полагает, что поздние романы Моррисон «были даже более чётко сфокусированы на специфических исторических моментах»: «через их вовлечение в историю рабства и Гарлема начала XX века, [они] изобразили и запечатлели аспекты истории чернокожих, которые были забыты или запомнились с искажениями».